# Neuer Garten, Potsdam

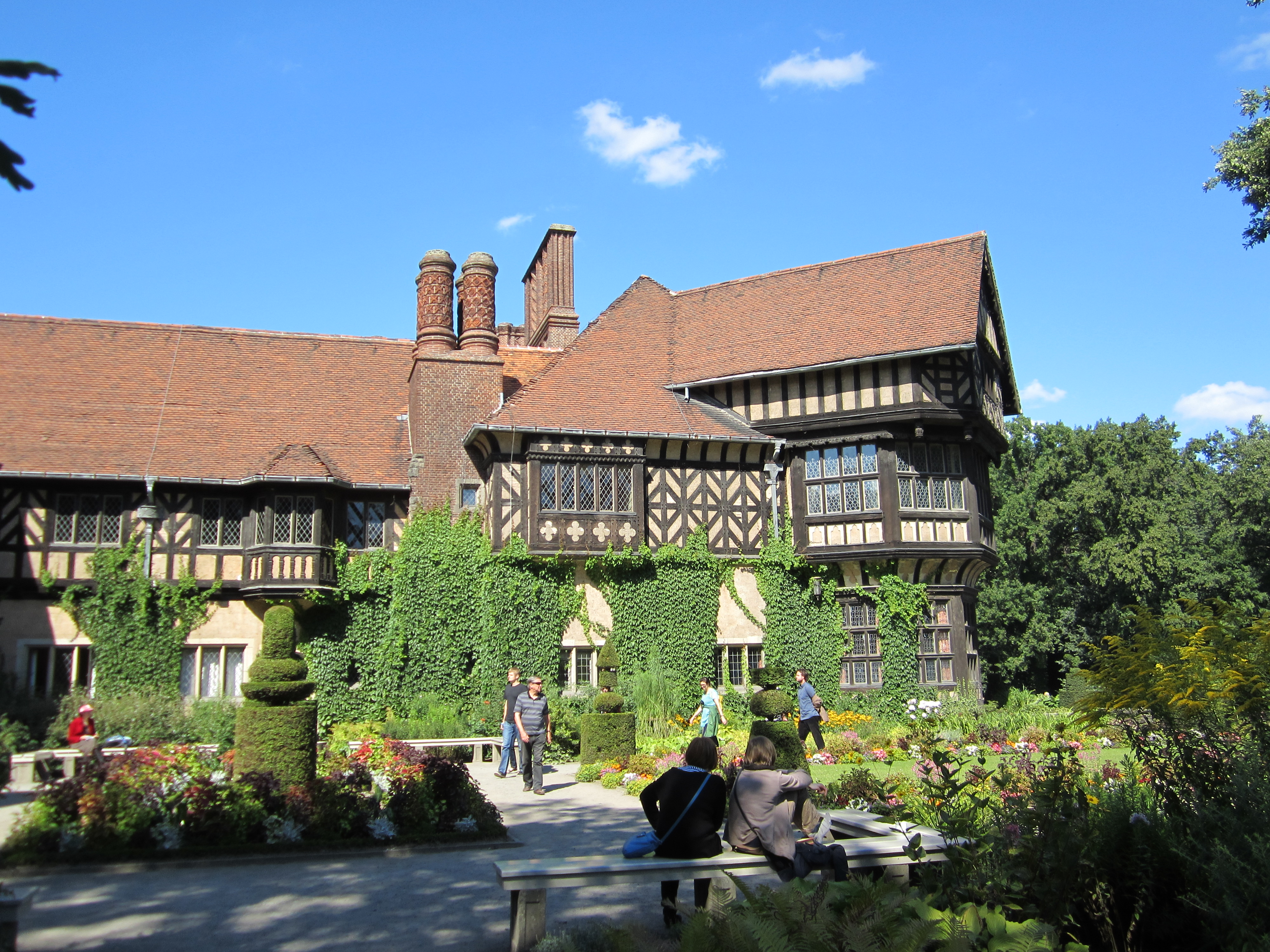
Cecilienhofs slottsträdgård.

Neuer Garten är en 102,5 hektar stor park i stadsdelen Nauener Vorstadt i staden Potsdam i Brandenburg, Tyskland. Parken ligger intill sjön Heiliger See och Jungfernsee i floden Havel.
Parken började anläggas 1787 på beställning av kung Fredrik Vilhelm II av Preussen, efter ritningar av Johann August Eyserbeck (1762–1801), och är ett tidigt exempel på landskapsarkitektur i engelsk stil i Tyskland, med Wörlitzparken som förebild. Neuer Garten blev därmed ett brott med den rätlinjiga franska barockstil som präglar den äldre Sanssouciparken i västra Potsdam. Under första världskriget anlades Preussens sista kungliga slott, Cecilienhof, i parken.
Parken ingår sedan 1990 i Unesco-världsarvet Palats och parker i Potsdam och Berlin. I nordöstra utkanten av parken finns en populär badplats, med ett naturistbad.

## Byggnader i parken

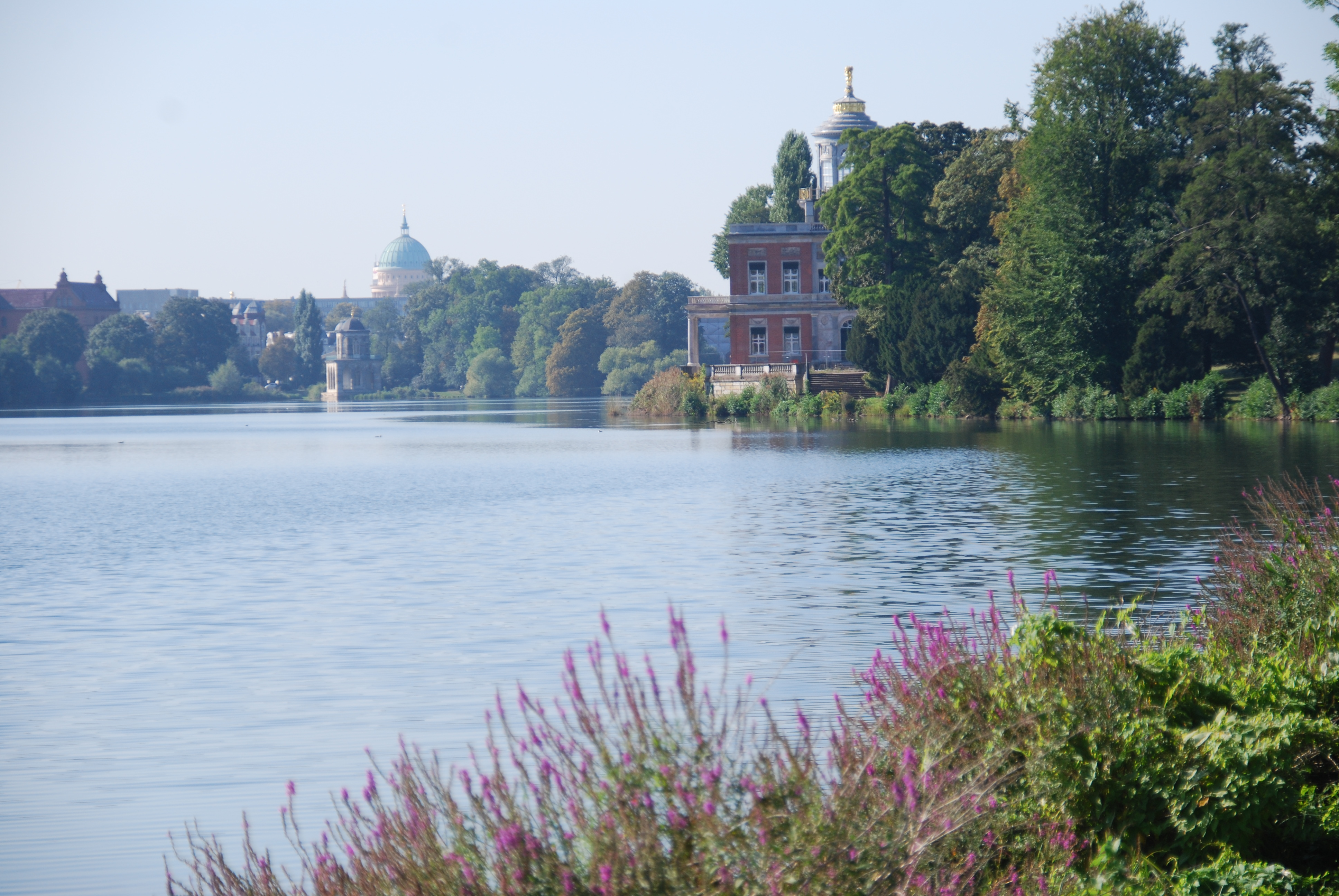
Vy mot Marmorpalais vid Heiliger See.

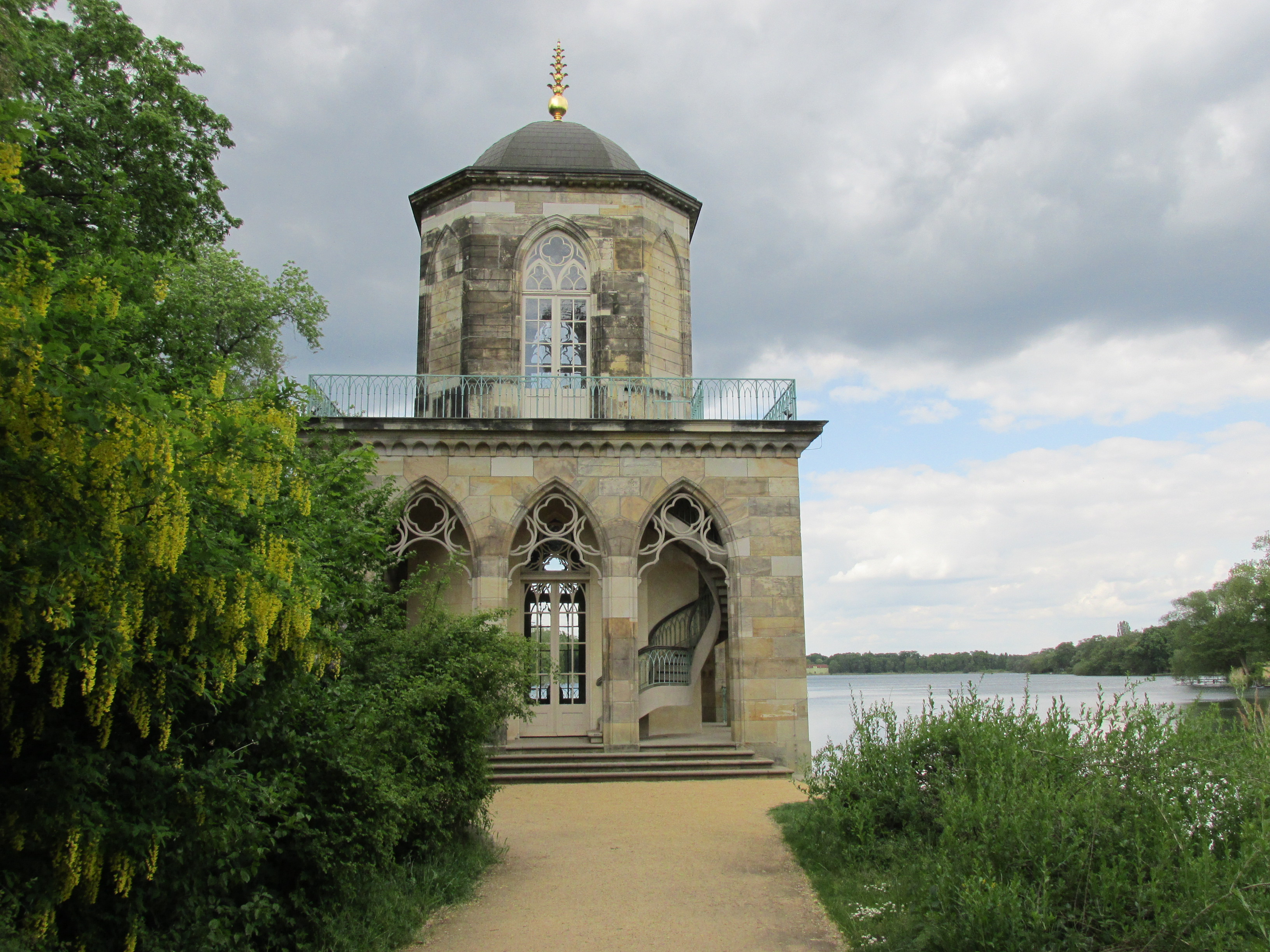
Gotiska biblioteket

Följande byggnader uppfördes 1787–1793 i samband med parkens anläggande under Fredrik Vilhelm II:
- Marmorpalais, Fredrik Vilhelm II:s sommarslott
- Slottsköket, i form av en tempelruin
- Orangeriet
- Gotiska biblioteket
- Pyramiden, inrymmer slottets iskällare
- Mejeriet
- Musselgrottan
- Holländisches Etablissement
- Eremitaget

Från 1914 till 1917 uppfördes även Cecilienhofs slott i Tudor revival-stil ("mock Tudor") för kronprins Vilhelm av Preussen.

## Omkringliggande byggnader och platser som ingår i världsarvet
- Alexandrovka
- Pfingstberg med Belvedere auf dem Pfingstberg
- Området mellan Pfingstberg och Neuer Garten
- Jungfernsees södra strand